# Fred Burke
Fred "Killer" Burke, (Mapleton, 29 mei 1893 - Marquette, 10 juli 1940) was een Amerikaans gangster die furore maakte in de staat Michigan. Tevens is hij nog altijd hoofdverdachte van het Valentijnsdag Bloedbad en de moord op Frank Yale. Op 26 maart 1931 werd hij aangehouden vanwege het eerste. Daarvoor is hij tot levenslang veroordeeld. Op 10 juli 1940 overleed hij in zijn cel door een zware hartaanval.